# Petrus Plancius

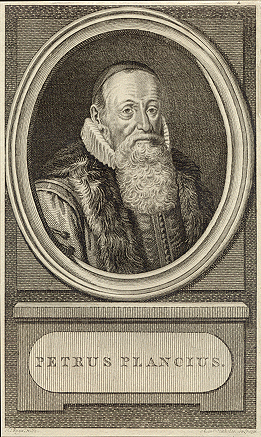
Petrus Plancius. J. Buys/Rein. Vinkeles (1791).

Petrus Plancius (Dranouter, ahora Heuvelland, 1552-15 de mayo de 1622), forma latinizada de Pieter Platevoet, fue un teólogo, cartógrafo y astrónomo flamenco. Es conocido por haber introducido el método de proyección de Mercator en los mapas de navegación y por desarrollar un nuevo método para medir la longitud. Publicó varias guías y diarios de navegación, siendo su obra más conocida un mapa del mundo, el Nova et exacta Terrarum Tabula geographica et hydrographica (1592).

## Biografía
Nació como Pieter Platevoet en Dranouter, ahora en Heuvelland, Flandes Occidental. Estudió teología en Alemania e Inglaterra. A la edad de 24 años se ordenó ministro de la Iglesia reformada neerlandesa.
Debido al temor de persecución religiosa por la Inquisición, huyó de Bruselas a Ámsterdam después de que la ciudad cayera en manos de los españoles en 1585. Allí se interesó en la navegación y la cartografía y, teniendo la suerte de tener acceso a las cartas náuticas recientemente traídas de Portugal, pronto fue reconocido como un experto en las rutas marítimas a la India. Creía firmemente en la existencia de un pasaje noreste, hasta que el fracaso del tercer viaje de Willem Barents en 1597 pareció excluir la posibilidad de tal ruta.

### Cartógrafo
Fue uno de los fundadores de la  Compañía Neerlandesa de las Indias Orientales para la que realizó más de 100 mapas y cartas de navegación. Llegó a ser el cartógrafo oficial de la compañía.
En 1592 publicó su más conocido mapa, el mapa del mundo titulado Nova et exacta Terrarum Tabula Geographica et hydrographica. Aparte de los mapas, publicó diarios y guías de navegación y desarrolló un nuevo método para determinar la longitud. También introdujo la proyección de Mercator en los mapas de navegación.
Plancius fue amigo de Henry Hudson, el navegante inglés aún hoy conocido por sus exploraciones en el Nuevo Mundo y la búsqueda de un paso hacia el océano Pacífico a través del Polo Norte.

### Las nuevas constelaciones del sur
En 1589 Plancius había colaborado con el cartógrafo de Ámsterdam Jacob Floris van Langren en un globo celeste de 32,5 cm, en el que, utilizando la escasa información disponible sobre las características celestiales del hemisferio sur, se representó por primera vez: la Crux de la Cruz del Sur, el Triangulum Australe, en el triángulo del sur, y las Nubes de Magallanes, la Gran Nube de Magallanes y la Pequeña Nube de Magallanes.
Por eso, con ocasión de la primera expedición neerlandesa hacia las Indias Orientales en 1595, Plancius pidió al navegante neerlandés Pieter Dirkszoon Keyser, piloto jefe del Hollandia, que llevara a cabo observaciones astronómicas con el propósito de llenar los espacios hasta entonces vacíos en el área del polo sur celeste. Keyser murió durante esa expedición en Java —la expedición tuvo muchas bajas—, pero sus observaciones fueron entregadas a Plancius por el luego conocido explorador Frederick de Houtman. Las observaciones hacían referencia a un catálogo de 135 estrellas probablemente obtenidas con la ayuda del mismo Houtman, entonces su ayudante. Luego esas estrellas se organizaron en 12 nuevas constelaciones meridionales, que fueron representadas en un globo celeste de 35 cm, que fue preparado a finales de 1597 (o principios de 1598) en colaboración con el cartógrafo de Ámsterdam Jodocus Hondius el Viejo.
Esas constelaciones de Plancius (que hacían referencia sobre todo a animales y temas descritos en los libros de historia natural y diarios de viaje de su época) eran las siguientes: Apus, el ave del paraíso; Chamaeleon, el camaleón; Dorado, la carpa dorada (o pez espada); Grus, la grulla; Hydrus, la pequeña serpiente de agua; Indus, representando el indígena americano; Musca, la mosca; Pavo, el pavo real; Phoenix; Triangulum Australe, el triángulo meridional; Tucana, el tucán; y Volans, los peces voladores.
Estas constelaciones, junto con la constelación de Columba, introducida por Plancius en su gran mapa mural del mundo de 1592, fueron incorporadas en 1603 por Johann Bayer en su atlas del cielo, Uranometria.
En 1612 (o 1613) Plancius presentó las siguientes ocho constelaciones en un globo celeste de 26,5 cm publicado en Ámsterdam por Pieter van der Keere: Apes, el buey; Camelopardalis, la jirafa (representada muchas veces como un camello); Cancer Minor, la nécora; Tigris, el río Tigris;  Gallus el gallo; Jordanus, el río Jordán; Monoceros, el unicornio; y Sagitta Australis, la flecha del Sur. De las últimas constelaciones, solo Camelopardalis y Monoceros  todavía se encuentran en las modernas cartas celestes.

## Reconocimientos
El planeta menor 10648 Plancius conmemora sus contribuciones en la cartografía celeste y terrestre.

## Mapas

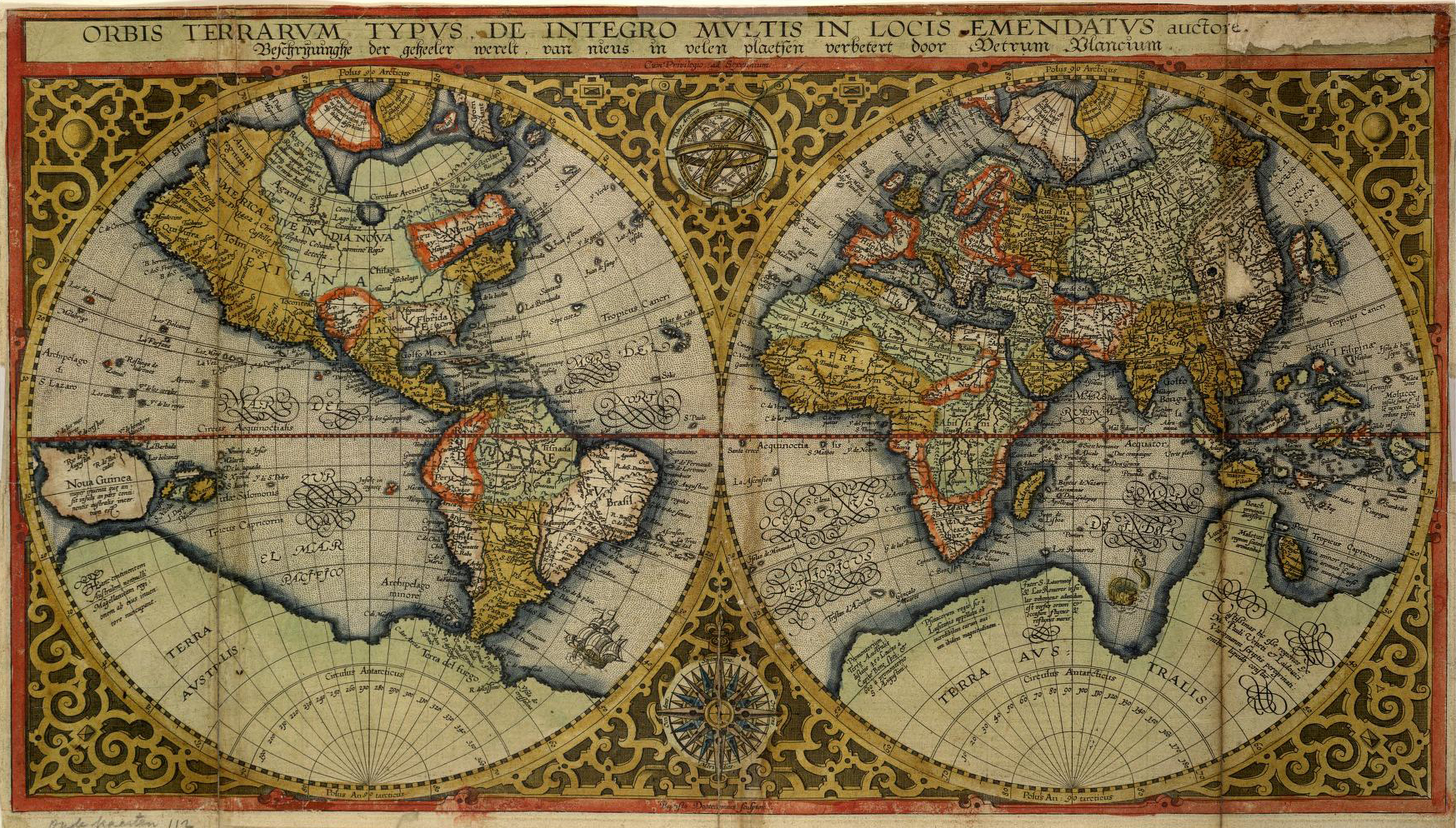
Orbis Terrarum, 1590
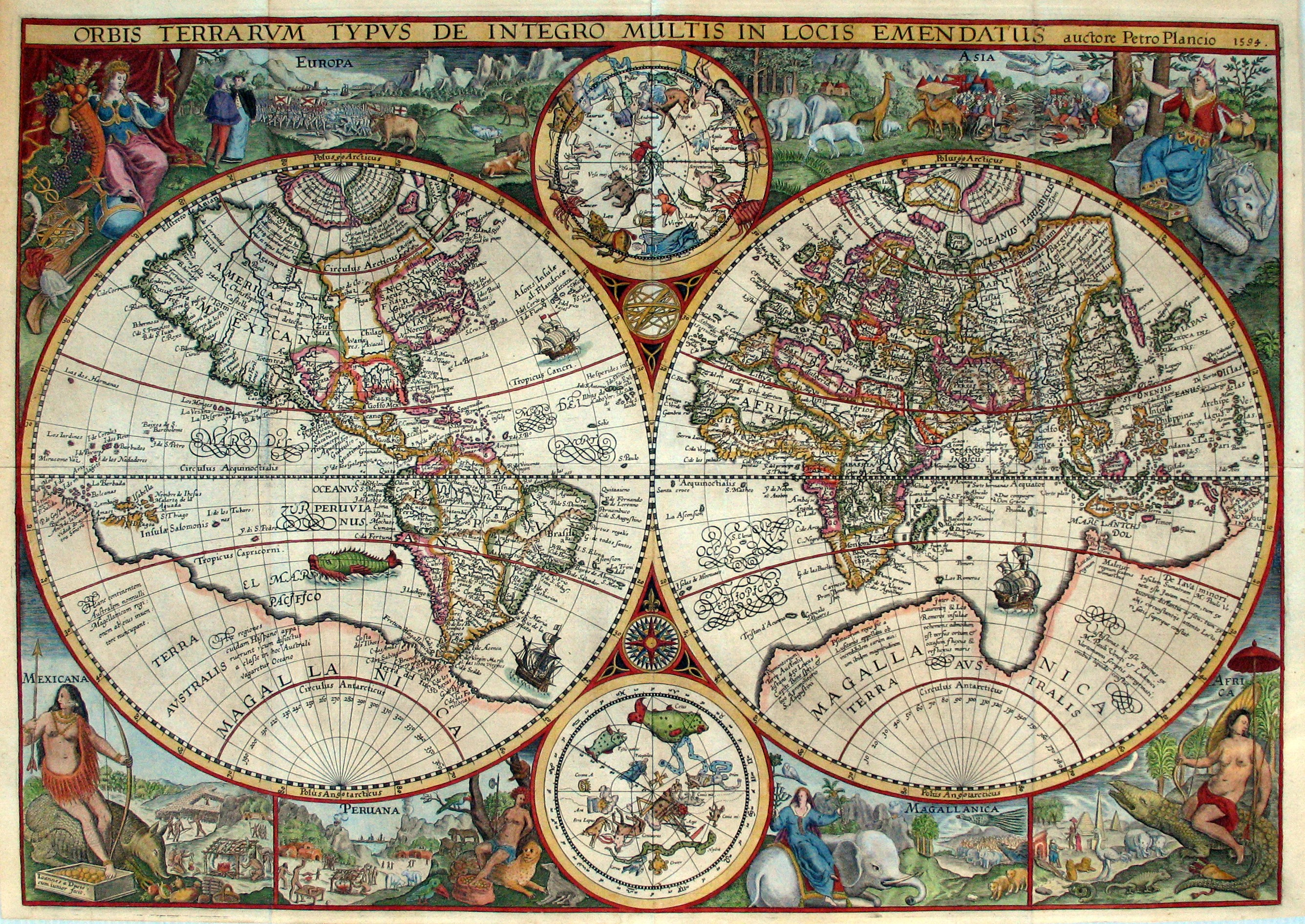
Orbis Terrarum de Petrus Plancius, 1594
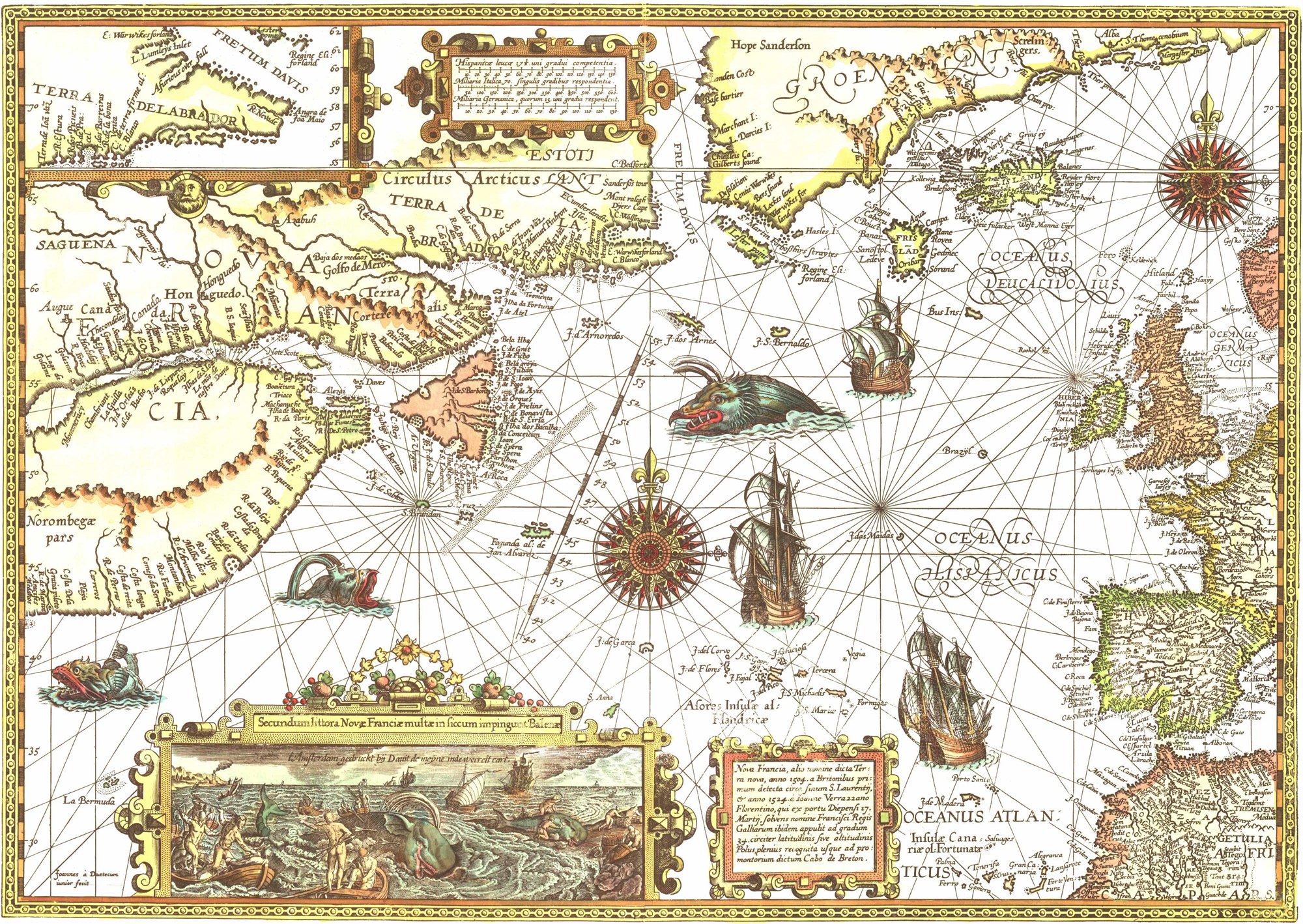
Nova Francia .. Terra Nova, 1592
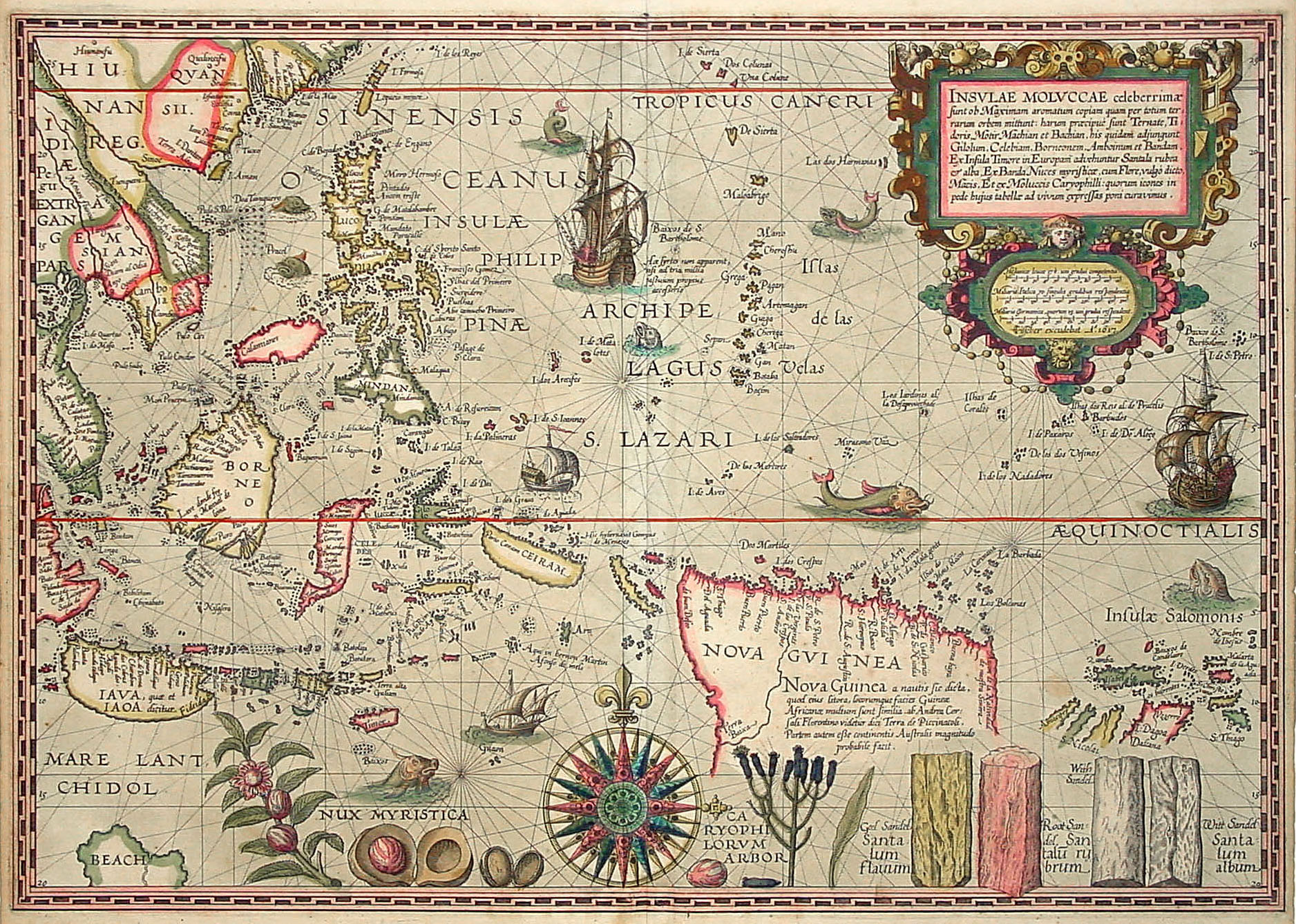
Insulae Moluccae, 1592